# Jean Bazin (avocat)
Pour les articles homonymes, voir Jean Bazin et Bazin.
Jean Bazin, né à Québec le 31 janvier 1940 et mort à Montréal le 12 décembre 2019, est un avocat québécois et ancien sénateur du Canada.
Diplômé en droit de l’Université Laval en 1964, il est admis au Barreau du Québec en 1965. Il est nommé conseiller de la Reine en 1984 et obtient en 2011 la prestigieuse distinction Ad.E. (Advocatus Emeritus) du Barreau du Québec.

## Avocat
Jean Bazin commence sa carrière d’avocat en 1965 au cabinet montréalais Byers Casgrain (qui devient Fraser Milner Casgrain en 2000) et, en 2012, il est avocat-conseil au sein de Dentons, un des dix plus grands cabinets d’avocats au monde.
Président de l’Association du Jeune Barreau de Montréal en 1970-1971, il met sur pied le Bureau de l’assistance judiciaire du Barreau de Montréal, ancêtre de l’Aide juridique,. Il est président de l’Association du Barreau canadien, division du Québec en 1987-1988,.

## Sénateur
En 1986, le Premier ministre canadien Brian Mulroney le nomme au Sénat du Canada, représentant la division sénatoriale canadienne De la Durantaye, au Québec. Il a siégé au Sénat comme conservateur et démissionné de son poste en 1989. À titre de sénateur, il a été vice-président du comité sénatorial permanent des affaires étrangères (1989) et membre de divers comités permanents,.

## Médiateur et administrateur
Me Bazin se fait valoir comme arbitre en matière commerciale et comme médiateur dans plusieurs domaines. Ainsi, en 2004, le gouvernement du Québec fait appel à lui pour « entreprendre des pourparlers avec le grand chef de Kanesatake, James Gabriel, et le conseil de bande dans le but de trouver des solutions susceptibles d'apaiser la crise de leadership qui mine la communauté et de préparer le retour à la stabilité ».
Jean Bazin est administrateur de plusieurs sociétés et associations, dont le Conseil de l’unité canadienne, la Banque Laurentienne (septembre 2002) et Miranda Technologies (15 décembre 2005). Il est nommé président du conseil d’administration de la Société générale de financement le 12 septembre 2007 et, en 2010, président du conseil d’administration de la nouvelle Société Investissement Québec,,.